# Bromelia trianae
Espèce
Bromelia trianae est une espèce de plantes à fleurs de la famille des Bromeliaceae, endémique de Colombie.

## Distribution
L'espèce est endémique de Colombie.

## Description et habitat
L'espèce est hémicryptophyte.
Elle vit en milieu tropical.